# Valget i Tyskland 1928
Valget i Tyskland 1928 blev afholdt den 20. maj 1928 og var det 18. føderale valg efter Det Tyske Riges grundlæggelse.

## Resultater
| Parti                                                  | Mandater |
| ------------------------------------------------------ | -------- |
| SPD                                                    | 153      |
| Deutschnationale Volkspartei (DNVP - konservative)     | 73       |
| Det katolske centerparti                               | 62       |
| Kommunistische Partei Deutschlands (KPD)               | 54       |
| Deutsche Volkspartei (DVP - nationalliberale)          | 45       |
| Deutsche Demokratische Partei (DDP - liberale)         | 25       |
| Reichspartei des deutschen Mittelstandes (RPDM)        | 23       |
| Bayerische Volkspartei (BVP)                           | 16       |
| Nationalsozialistische Deutsche Arbeiterpartei (NSDAP) | 12       |
| Christlich-Nationale Bauern- und Landvolkpartei        | 10       |
| Deutsche Bauernpartei                                  | 8        |
| Bund der Landwirte                                     | 3        |
| Deutsch-Hannoversche Partei (hannoverske loyalister)   | 3        |
| Volksrechtspartei                                      | 2        |
| Totalt                                                 | 491      |

Notater: Tabellen indeholder kun de partier, som blev repræsenteret i Rigsdagen.
| Valg | Spire Denne valgsartikel er en spire som bør udbygges. Du er velkommen til at hjælpe Wikipedia ved at udvide den. |